# Bovaje
El bovaje consistía en un impuesto que usualmente cobraban los reyes de la corona de Aragón al comienzo de su reinado. Se cobraba en dinero o también en labores y prestaciones en forma de trabajos o servicios personales, pero inicialmente consistía en marcar las parejas de bueyes, hecho que le dio nombre. Posteriormente llegó a ser más extensivo.
El bovaje ya existía en la época de Ramón Berenguer III (1096-1131)
Pedro el Grande hizo también uso de este impuesto a su advenimiento al trono en el año 1276. Para la labor confío en un grupo de judíos que protagonizaban en los asuntos financieros de la corona. Mosé Ravaya y Jucef fueron los encargados de recaudar el dinero. Se nombraron delegados en los diversos obispados, en Gerona, en la región de Amer, fue Astrug Ravaya y como testimonio de la labor de éste y sus subordinados, existe el cuaderno de contabilidad con la mayoría de los asientos escritos en catalán y algunos en hebreo. En el libro se recogen diversas anotaciones y pagos que tienen relación con la recaudación del impuesto.